# Giro d'Italia 1985
68. ročník cyklistického závodu Giro d'Italia se konal mezi 16. květnem a 9. červnem 1985. Vítězem se stal Francouz Bernard Hinault, pro nějž to bylo již třetí vítězství na Giru d'Italia po ročnících 1980 a 1982.
Vítězem bodovací soutěže se stal Nizozemec Johan van der Velde (Vini Ricordi–Pinarello), Španěl José Luis Navarro (Gemeaz Cusin–Zor) vyhrál vrchařskou soutěž a vítězem soutěže mladých jezdců se stal Ital Alberto Volpi (Sammontana–Bianchi). Tým Alpilatte–Olmo–Cierre vyhrál soutěž týmů.

## Týmy
Na Giro d'Italia 1985 bylo pozváno celkem 20 týmů, z nichž bylo 6 italských. Každý tým přijel s devíti jezdci, což znamenalo, že se na start postavilo 180 jezdců. Týmová prezentace proběhla 15. května ve Veronské aréně. Do cíle v Lucce dojelo 135 jezdců.
Týmy, které se zúčastnily závodu, byly:
- Ariostea
- Alpilatte–Olmo–Cierre
- Atala–Ofmega–Campagnolo
- Carrera–Inoxpran
- Cilo–Aufina
- Del Tongo–Colnago
- Dromedario–Laminox
- Gemeaz Cusin–Zor
- Gis Gelati–Trentino Vacanze
- La Vie Claire
- Maggi Mobili–Fanini
- Malvor–Bottecchia
- Murella–Rossin
- Varta–Café de Colombia
- Sammontana–Bianchi
- Santini–Conti–Galli
- 7–Eleven
- Skil–Sem
- Supermercati Brianzoli
- Vini Ricordi–Pinarello

## Favorité před závodem
Na start se postavil obhájce vítězství Francesco Moser, který cílil na druhý titul v řadě. Šampion z let 1980 a 1982 Bernard Hinault vstoupil do závodu se silnou podporou svého týmu La Vie Claire a mířil na třetí titul na italské Grand Tour. Závodu se také zúčastnil Hinaultův týmový kolega Greg LeMond, pro nějž to byla první účast na Giru d'Italia. Mezi další favority se řadil například také Marino Lejaretta, vítěz Vuelty a España 1982. Obhájce druhého místa a dvojnásobný šampion Tour de France Laurent Fignon se závodu nezúčastnil kvůli zraněné Achillově šlase.

## Trasa a etapy
Trasa Gira d'Italia 1985 byla veřejnosti odhalena hlavním organizátorem Vincenzem Torrianim 16. února 1985. Trasa dlouhá 3998,6 km zahrnovala tři individuální a jednu týmovou časovku a jedenáct etap, na jejichž trase byla hodnocená stoupání s dostupnými body do vrchařské soutěže. Tři z těchto jedenácti etap měly vrcholové dojezdy; 4. etapa na Selva di Val Gardena, 14. etapa na Gran Sasso d'Italia a 20. etapa do Valnontey di Cogne. Organizátoři se rozhodli zahrnout také 2 dny odpočinku. Ve srovnání s minulým ročníkem byla trasa o 190,6 km delší a obsahovala stejné množství časovek a dnů volna.
| Etapa | Datum         | Trasa                                  | Vzdálenost            | Typ                   | Typ                   | Vítěz                   |                       |
| ----- | ------------- | -------------------------------------- | --------------------- | --------------------- | --------------------- | ----------------------- | --------------------- |
| P     | 16. května    | Verona                                 | 6,6 km (4 mi)         |                       | Individuální časovka  | Francesco Moser (ITA)   |                       |
| 1     | 17. května    | Verona - Busto Arsizio                 | 218 km (135 mi)       |                       | Rovinatá etapa        | Urs Freuler (SUI)       |                       |
| 2     | 18. května    | Busto Arsizio - Milan                  | 38 km (24 mi)         |                       | Týmová časovka        | Del Tongo-Colnago       |                       |
| 3     | 19. května    | Milan - Pinzolo                        | 190 km (118 mi)       |                       | Horská etapa          | Giuseppe Saronni (ITA)  |                       |
| 4     | 20. května    | Pinzolo - Selva di Val Gardena         | 237 km (147 mi)       |                       | Horská etapa          | Hubert Seiz (SUI)       |                       |
| 5     | 21. května    | Selva di Val Gardena - Vittorio Veneto | 225 km (140 mi)       |                       | Horská etapa          | Emanuele Bombini (ITA)  |                       |
| 6     | 22. května    | Vittorio Veneto - Cervia               | 237 km (147 mi)       |                       | Rovinatá etapa        | Frank Hoste (BEL)       |                       |
| 7     | 23. května    | Cervia - Jesi                          | 185 km (115 mi)       |                       | Horská etapa          | Orlando Maini (ITA)     |                       |
|       | 24. května    | Den odpočinku                          | Den odpočinku         | Den odpočinku         | Den odpočinku         | Den odpočinku           | Den odpočinku         |
| 8a    | 25. května    | Foggia - Foggia                        | 45 km (28 mi)         |                       | Rovinatá etapa        | Stefano Allocchio (ITA) |                       |
| 8b    | 25. května    | Foggia - Matera                        | 167 km (104 mi)       |                       | Rovinatá etapa        | Acácio da Silva (POR)   |                       |
| 9     | 26. května    | Matera - Crotone                       | 237 km (147 mi)       |                       | Rovinatá etapa        | Paolo Rosola (ITA)      |                       |
| 10    | 27. května    | Crotone - Paola                        | 203 km (126 mi)       |                       | Horská etapa          | Acácio da Silva (POR)   |                       |
| 11    | 28. května    | Paola - Salerno                        | 240 km (149 mi)       |                       | Horská etapa          | Stefano Allocchio (ITA) |                       |
| 12    | 29. května    | Capua - Maddaloni                      | 38 km (24 mi)         |                       | Individuální časovka  | Bernard Hinault (FRA)   |                       |
| 13    | 30. května    | Maddaloni - Frosinone                  | 154 km (96 mi)        |                       | Rovinatá etapa        | Urs Freuler (SUI)       |                       |
| 14    | 31. května    | Frosinone - Gran Sasso d'Italia        | 195 km (121 mi)       |                       | Horská etapa          | Franco Chioccioli (ITA) |                       |
| 15    | 1. června     | L'Aquila - Perugia                     | 208 km (129 mi)       |                       | Horská etapa          | Ron Kiefel (USA)        |                       |
| 16    | 2. června     | Perugia - Cecina                       | 217 km (135 mi)       |                       | Rovinatá etapa        | Giuseppe Saronni (ITA)  |                       |
| 17    | 3. června     | Cecina - Modena                        | 248 km (154 mi)       |                       | Horská etapa          | Daniel Gisiger (SUI)    |                       |
|       | 4. června     | Den odpočinku                          | Den odpočinku         | Den odpočinku         | Den odpočinku         | Den odpočinku           | Den odpočinku         |
| 18    | 5. června     | Monza - Domodossola                    | 128 km (80 mi)        |                       | Rovinatá etapa        | Paolo Rosola (ITA)      |                       |
| 19    | 6. června     | Domodossola - Saint-Vincent            | 247 km (153 mi)       |                       | Horská etapa          | Francesco Moser (ITA)   |                       |
| 20    | 7. června     | Saint-Vincent - Valnontey di Cogne     | 58 km (36 mi)         |                       | Horská etapa          | Andrew Hampsten (USA)   |                       |
| 21    | 8. června     | Saint-Vincent - Genoa                  | 229 km (142 mi)       |                       | Rovinatá etapa        | Urs Freuler (SUI)       |                       |
| 22    | 9. června     | Lido di Camaiore - Lucca               | 48 km (30 mi)         |                       | Individuální časovka  | Francesco Moser (ITA)   |                       |
|       | Celková délka | Celková délka                          | 3 998,6 km (2 485 mi) | 3 998,6 km (2 485 mi) | 3 998,6 km (2 485 mi) | 3 998,6 km (2 485 mi)   | 3 998,6 km (2 485 mi) |

## Shrnutí závodu
Vítěz prologu Francesco Moser vedl závod během prvních 2 etap. Do vedení po třetí etapě se dostal Giuseppe Saronni poté, co jeho tým vyhrál týmovou časovku. Během čtvrté etapy získal Roberto Visentini dostatek času na to, aby vysvlékl Saronniho z růžového dresu pro lídra závodu. Visentini si udržel dres po 8 dní a přejel s ním i Dolomity, než ho ztratil během časovky ve 12. etapě. Tu vyhrál Bernard Hinault a zároveň s tím se stal novým lídrem závodu. Své vedení si udržel i přes Alpy a dojel si pro svůj třetí titul na Giru.

## Průběžné pořadí

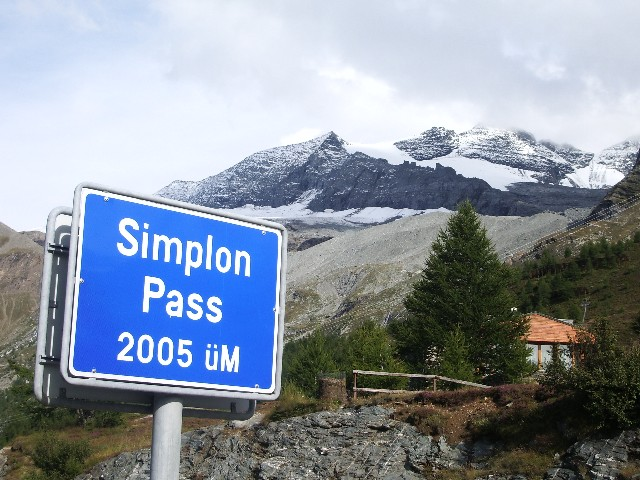
Průsmyk Simplon byl Cima Coppi pro Giro d'Italia 1985

Během Gira d'Italia byly nošeny 4 dresy. Lídr celkového pořadí nosil růžový dres. Celkové pořadí bylo určováno podle časů dojezdu v etapách, zároveň bylo možno získat časové bonusy za dojezdy v etapách s hormadným startem. Tato soutěž je nejdůležitější a její vítěz je považován za celkového vítěze závodu.
Další soutěží byla bodovací soutěž. Body do ní bylo možné získat za dojezd mezi 15 nejlepšími v etapě, další body mohly být získány na sprinterských prémiích. Lídr této klasifikace nosil fialový dres. Zelený dres nosil lídr vrchařské soutěže. Zde bylo možné získat body při dojezdech na vrcholy před ostatními závodníky. Každé stoupání bylo hodnoceno jako první, druhá nebo třetí kategorie, s více dostupnými body na stoupáních vyšší kategorie. Na Cimě Coppi, nejvyšším bodu závodu, bylo možné získat více bodů než na stoupáních první kategorie.Cima Coppi pro tento ročník byl průsmyk Simplon. První jezdec, který přejel průsmyk Simplon byl Kolumbijec Reynel Montoya. Soutěž mladých jezdců fungovala stejně jako celkové pořadí, ale byla pouze pro neo-profesionály (jezdce, kteří byli profesionálové 3 a méně let). Lídr této klasifikace nosil bílý dres.
Existovala také soutěž týmů, ačkoliv v ní nebyl udělován žádný dres. Do soutěže se započítávaly časy dojezdů nejlepších 3 jezdců jednoho týmu. Vedoucí tým byl ten s nejmenším výsledným časem.
| Etapa          | Vítěz             | Celkové pořadí ·  | Bodovací soutěž ·                 | Vrchařská soutěž · | Soutěž mladých jezdců · | Soutěž týmů                 |
| -------------- | ----------------- | ----------------- | --------------------------------- | ------------------ | ----------------------- | --------------------------- |
| P              | Francesco Moser   | Francesco Moser   | neuděleno                         | neuděleno          | neuděleno               | neuděleno                   |
| 1              | Urs Freuler       | Francesco Moser   | Urs Freuler                       | neuděleno          | Roberto Calovi          | Gis Gelati-Trentino Vacanze |
| 2              | Del Tongo-Colnago | Giuseppe Saronni  | Urs Freuler                       | neuděleno          | Roberto Calovi          | Del Tongo-Colnago           |
| 3              | Giuseppe Saronni  | Giuseppe Saronni  | Giuseppe Saronni                  | Acácio da Silva    | Alberto Volpi           | Del Tongo-Colnago           |
| 4              | Hubert Seiz       | Roberto Visentini | Johan van der Velde               | Acácio da Silva    | Alberto Volpi           | Carrera–Inoxpran            |
| 5              | Emanuele Bombini  | Roberto Visentini | Johan van der Velde               | Acácio da Silva    | Alberto Volpi           | Carrera–Inoxpran            |
| 6              | Frank Hoste       | Roberto Visentini | Urs Freuler                       | Acácio da Silva    | Alberto Volpi           | Carrera–Inoxpran            |
| 7              | Orlando Maini     | Roberto Visentini | Johan van der Velde               | Acácio da Silva    | Alberto Volpi           | Carrera–Inoxpran            |
| 8a             | Stefano Allocchio | Roberto Visentini | Johan van der Velde               | Acácio da Silva    | Alberto Volpi           | Carrera–Inoxpran            |
| 8b             | Acácio da Silva   | Roberto Visentini | Johan van der Velde               | Acácio da Silva    | Alberto Volpi           | Carrera–Inoxpran            |
| 9              | Paolo Rosola      | Roberto Visentini | Johan van der Velde               | Acácio da Silva    | Alberto Volpi           | Carrera–Inoxpran            |
| 10             | Acácio da Silva   | Roberto Visentini | Johan van der Velde               | Acácio da Silva    | Alberto Volpi           | Alpilatte-Olmo-Cierre       |
| 11             | Stefano Allocchio | Roberto Visentini | Johan van der Velde               | Acácio da Silva    | Alberto Volpi           | Alpilatte-Olmo-Cierre       |
| 12             | Bernard Hinault   | Bernard Hinault   | Johan van der Velde a Urs Freuler | Acácio da Silva    | Alberto Volpi           | Alpilatte-Olmo-Cierre       |
| 13             | Urs Freuler       | Bernard Hinault   | Urs Freuler                       | Acácio da Silva    | Alberto Volpi           | Alpilatte-Olmo-Cierre       |
| 14             | Franco Chioccioli | Bernard Hinault   | Johan van der Velde               | Acácio da Silva    | Alberto Volpi           | Alpilatte-Olmo-Cierre       |
| 15             | Ron Kiefel        | Bernard Hinault   | Johan van der Velde               | Acácio da Silva    | Alberto Volpi           | Alpilatte-Olmo-Cierre       |
| 16             | Giuseppe Saronni  | Bernard Hinault   | Johan van der Velde               | Acácio da Silva    | Alberto Volpi           | Alpilatte-Olmo-Cierre       |
| 17             | Daniel Gisiger    | Bernard Hinault   | Johan van der Velde               | José Luis Navarro  | Alberto Volpi           | Del Tongo-Colnago           |
| 18             | Paolo Rosola      | Bernard Hinault   | Johan van der Velde               | José Luis Navarro  | Alberto Volpi           | Del Tongo-Colnago           |
| 19             | Francesco Moser   | Bernard Hinault   | Johan van der Velde               | José Luis Navarro  | Alberto Volpi           | Del Tongo-Colnago           |
| 20             | Andrew Hampsten   | Bernard Hinault   | Johan van der Velde               | José Luis Navarro  | Alberto Volpi           | Alpilatte-Olmo-Cierre       |
| 21             | Urs Freuler       | Bernard Hinault   | Johan van der Velde               | José Luis Navarro  | Alberto Volpi           | Alpilatte-Olmo-Cierre       |
| 22             | Francesco Moser   | Bernard Hinault   | Johan van der Velde               | José Luis Navarro  | Alberto Volpi           | Alpilatte-Olmo-Cierre       |
| Konečné pořadí | Konečné pořadí    | Bernard Hinault   | Johan van der Velde               | José Luis Navarro  | Alberto Volpi           | Alpilatte-Olmo-Cierre       |

## Konečné pořadí
| Legenda       | Legenda                           | Legenda      | Legenda                                 |
| ------------- | --------------------------------- | ------------ | --------------------------------------- |
| Pink jersey   | Označuje vítěze celkového pořadí. | Green jersey | Označuje vítěze vrchařské soutěže       |
| Purple jersey | Označuje vítěze bodovací soutěže. | White jersey | Označuje vítěze soutěže mladých jezdců. |

### Celkové pořadí
| Pořadí | Jméno                          | Tým                         | Čas          |
| ------ | ------------------------------ | --------------------------- | ------------ |
| 1      | Bernard Hinault (FRA)          | La Vie Claire               | 105h 46' 51" |
| 2      | Francesco Moser (ITA)          | Gis Gelati-Trentino Vacanze | + 1' 08"     |
| 3      | Greg LeMond (USA)              | La Vie Claire               | + 2' 55"     |
| 4      | Tommy Prim (SWE)               | Sammontana-Bianchi          | + 4' 53"     |
| 5      | Marino Lejarreta (ESP)         | Alpilatte-Olmo-Cierre       | + 6' 30"     |
| 6      | Gianbattista Baronchelli (ITA) | Supermercati Brianzoli      | + 6' 32"     |
| 7      | Silvano Contini (ITA)          | Ariostea                    | + 7' 22"     |
| 8      | Michael Wilson (AUS)           | Alpilatte-Olmo-Cierre       | + 7' 38"     |
| 9      | Franco Chioccioli (ITA)        | Maggi Mobili-Fanini         | + 8' 33"     |
| 10     | Alberto Volpi (ITA)            | Sammontana-Bianchi          | + 10' 31"    |

### Bodovací soutěž
| Pořadí | Jezdec                    | Tým                         | Body |
| ------ | ------------------------- | --------------------------- | ---- |
| 1      | Johan van der Velde (NED) | Carrera–Inoxpran            | 195  |
| 2      | Urs Freuler (SUI)         | Atala–Ofmega–Campagnolo     | 172  |
| 3      | Francesco Moser (ITA)     | Gis Gelati-Trentino Vacanze | 140  |
| 4      | Frank Hoste (BEL)         | Del Tongo                   | 126  |
| 5      | Franco Chioccioli (ITA)   | Maggi Mobili-Fanini         | 122  |

### Vrchařská soutěž
| Pořadí | Jezdec                  | Tým                    | Body |
| ------ | ----------------------- | ---------------------- | ---- |
| 1      | José Luis Navarro (ESP) | Gemeaz Cusin-Zor       | 54   |
| 2      | Reynel Montoya (COL)    | Varta-Café de Colombia | 47   |
| 3      | Rafael Acevedo (COL)    | Varta-Café de Colombia | 38   |
| 4      | Acácio da Silva (POR)   | Malvor-Bottecchia      | 32   |
| 5      | Andrew Hampsten (USA)   | 7–Eleven               | 30   |

### Soutěž mladých jezdců
| Pořadí | Jezdec                  | Tým                | Čas          |
| ------ | ----------------------- | ------------------ | ------------ |
| 1      | Alberto Volpi (ITA)     | Sammontana-Bianchi | 105h 57' 22" |
| 2      | Marco Giovannetti (ITA) | Ariostea           | + 3' 59"     |
| 3      | José Luis Navarro (ESP) | Gemeaz Cusin-Zor   | + 10' 19"    |
| 4      | Andrew Hampsten (USA)   | 7–Eleven           | + 10' 52"    |
| 5      | Luca Rota (ITA)         | Murella-Rossin     | + 15' 47"    |

### Soutěž týmů
| Pořadí | Tým                   | Čas          |
| ------ | --------------------- | ------------ |
| 1      | Alpilatte-Olmo-Cierre | 315h 47' 32" |
| 2      | Del Tongo-Colnago     | + 4' 44"     |
| 3      | La Vie Claire         | + 5' 29"     |